# Pteromalus dispar
Pteromalus dispar är en stekelart som först beskrevs av Curtis 1827.  Pteromalus dispar ingår i släktet Pteromalus och familjen puppglanssteklar. Arten är reproducerande i Sverige. Inga underarter finns listade i Catalogue of Life.

## Bildgalleri

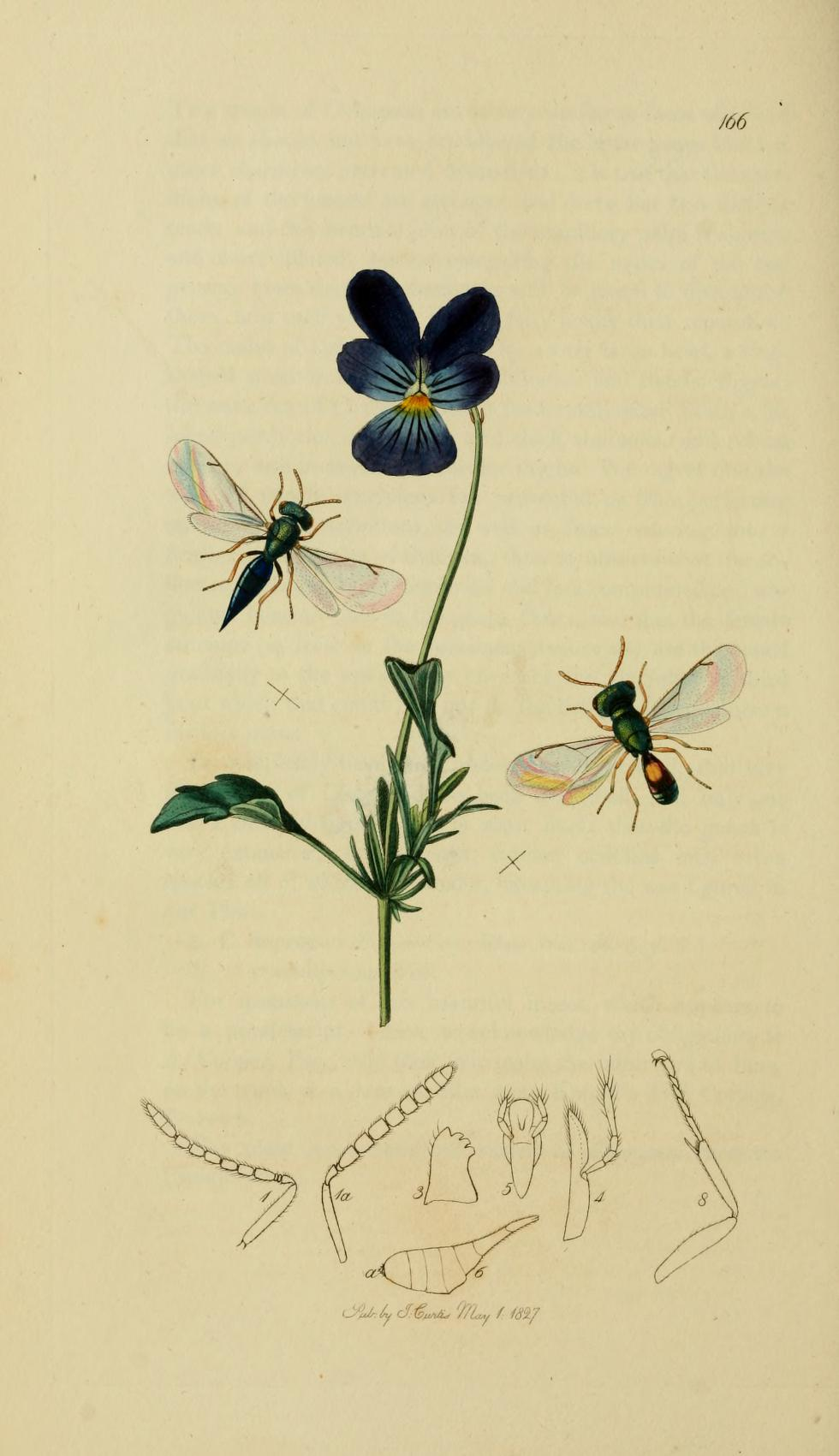